# Denisia pyrenaica
Denisia pyrenaica is een vlinder uit de familie sikkelmotten (Oecophoridae). De wetenschappelijke naam is voor het eerst geldig gepubliceerd in 1989 door Leraut.
De soort komt voor in Europa.